# Kirche St. Stephan (Zens)

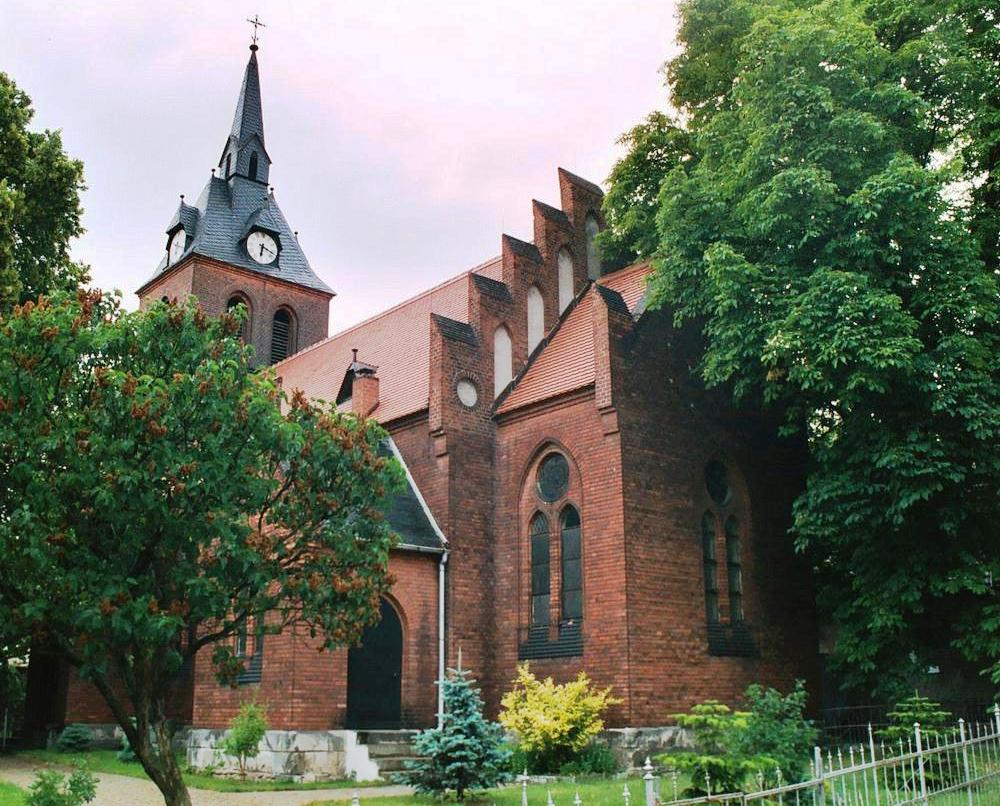
St.-Stephan-Kirche von Südosten

Die St.-Stephan-Kirche in Zens ist ein evangelisches Kirchengebäude im Ortsteil Zens der Gemeinde Bördeland im Salzlandkreis, Sachsen-Anhalt. Sie gehört zum Pfarrbereich Barby im Kirchenkreis Egeln der Evangelischen Kirche in Mitteldeutschland.

## Beschreibung

### Baukörper
Das Kirchengebäude wurde 1895 nach Abriss einer Vorgängerkirche im gotisierenden Stil errichtet. Als Baumaterial wurde roter Backstein verwendet. Das Gebäude besteht aus dem quadratischen Westturm, dem rechteckigen Kirchenschiff, dem eingezogenen querrechteckigen Altarraum und nördlichen und südlichen querhausartigen Anbauten. Kirchenschiff und Altarraum sind durch einen Staffelgiebel getrennt. Der Turm trägt eine spitze Schieferhaube mit vier Uhrmansarden, auch die Anbauten sind schiefergedeckt. Schiff und Altarraum sind mit einem Satteldach aus Ziegeln versehen. Alle Fenster sind spitzbogig ausgeführt.

### Innenraum
Das Kirchenschiff wird mit einem offenen verbretterten Dachstuhl abgeschlossen, über dem Altarraum befindet sich ein Kreuzgratgewölbe. Auf einer hölzernen Westempore befindet sich die 1895 von Orgelbaumeister August Troch aus Neuhaldensleben gefertigte Orgel mit zwei Manualen und neun Registern. Der Altar ist mit einer ziergeschnitzten Holzwand versehen, ebenso sind die Kanzel und die Taufe aus Holz gefertigt. Diese Inventarstücke stammen aus der Bauzeit der Kirche. Von ehemals zwei Glocken ist heute nur noch eine vorhanden. 
Die Zenser Kirche ist nach dem Heiligen Stephan benannt.
|  |  |